# Eldar Kurtanidze
Eldar Kurtanidze (en georgiano: ელდარ კურტანიძე, también conocido como Luka Kurtanidze; Kvemo Pshapi, 16 de abril de 1972) es un deportista georgiano que compitió en lucha libre.
Participó en tres Juegos Olímpicos de  Verano, obteniendo en total dos medallas de bronce, una en Atlanta 1996 (90 kg) y la otra en Sídney 2000 (97 kg), además consiguió el octavo lugar en Atenas 2004, en la categoría de 96 kg.
Ganó cinco medallas en el Campeonato Mundial de Lucha entre los años 1993 y 2005, y diez medallas en el Campeonato Europeo de Lucha entre los años 1993 y 2006.

## Palmarés internacional
| Juegos Olímpicos   | Juegos Olímpicos            | Juegos Olímpicos  | Juegos Olímpicos |
| Año                | Lugar                       | Medalla           | Categoría        |
| ------------------ | --------------------------- | ----------------- | ---------------- |
| 1996               | Atlanta (Estados Unidos)    | Medalla de bronce | 90 kg            |
| 2000               | Sídney (Australia)          | Medalla de bronce | 97 kg            |
| Campeonato Mundial |                             |                   |                  |
| Año                | Lugar                       | Medalla           | Categoría        |
| 1993               | Toronto (Canadá)            | Medalla de plata  | 90 kg            |
| 1997               | Krasnoyarsk (Rusia)         | Medalla de bronce | 97 kg            |
| 2002               | Teherán (Irán)              | Medalla de oro    | 96 kg            |
| 2003               | Nueva York (Estados Unidos) | Medalla de oro    | 96 kg            |
| 2005               | Budapest (Hungría)          | Medalla de plata  | 96 kg            |
| Campeonato Europeo |                             |                   |                  |
| Año                | Lugar                       | Medalla           | Categoría        |
| 1993               | Estambul (Turquía)          | Medalla de plata  | 90 kg            |
| 1995               | Friburgo (Alemania)         | Medalla de plata  | 90 kg            |
| 1996               | Budapest (Hungría)          | Medalla de oro    | 90 kg            |
| 1997               | Varsovia (Polonia)          | Medalla de oro    | 97 kg            |
| 1998               | Bratislava (Eslovaquia)     | Medalla de oro    | 97 kg            |
| 1999               | Minsk (Bielorrusia)         | Medalla de bronce | 97 kg            |
| 2001               | Budapest (Hungría)          | Medalla de oro    | 97 kg            |
| 2002               | Bakú (Azerbaiyán)           | Medalla de plata  | 96 kg            |
| 2005               | Varna (Bulgaria)            | Medalla de oro    | 96 kg            |
| 2006               | Moscú (Rusia)               | Medalla de bronce | 120 kg           |